# Dingozaun

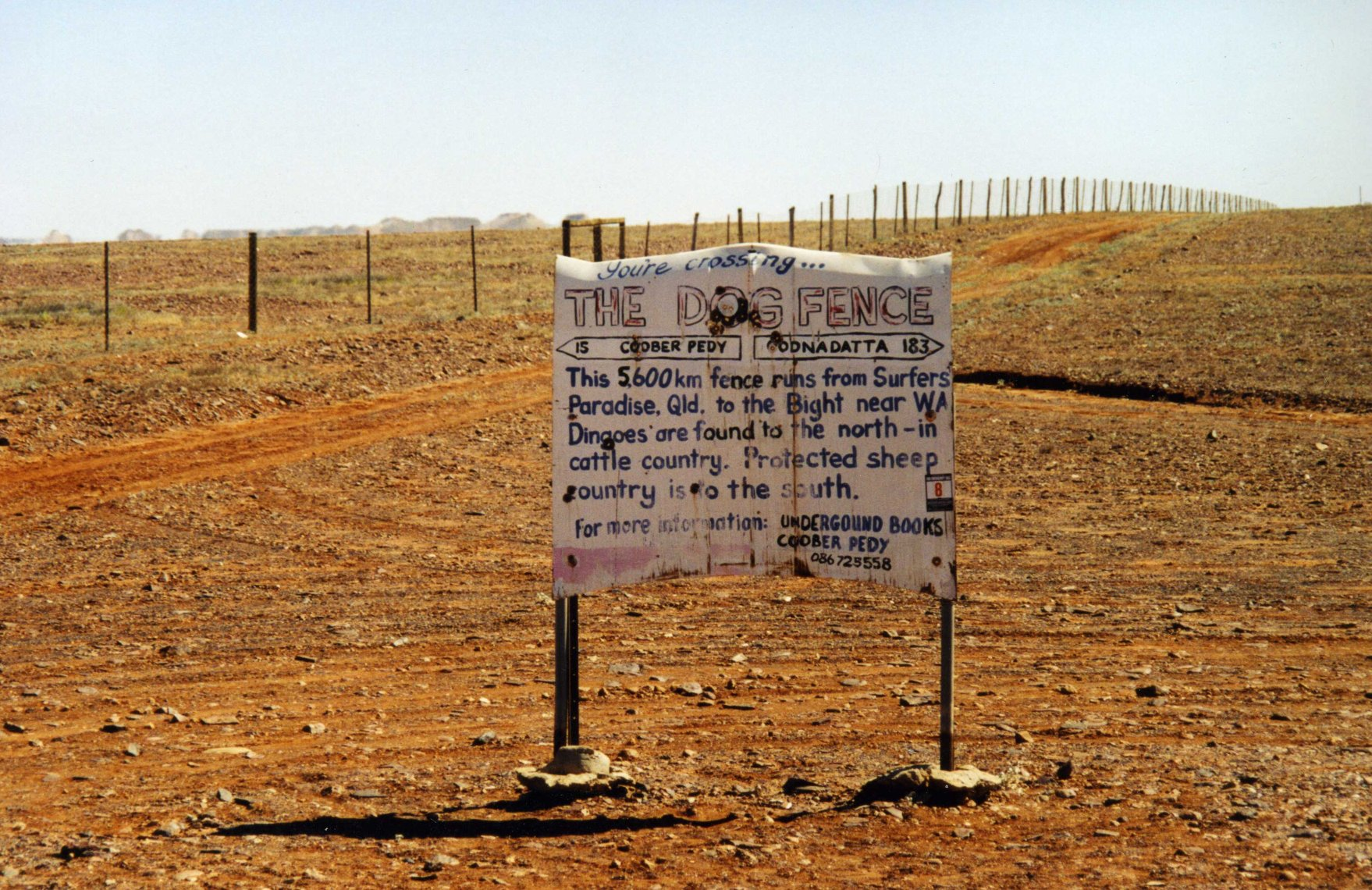
Der Dingozaun bei Coober Pedy. Auf dem Schild wird er Dog Fence („Hundezaun“) genannt. Laut dem Schild ist er 5600 km lang.

Der Dingozaun (engl. Dingo Fence oder Dog Fence, „Hundezaun“) ist ein Zaun in Australien, der die Schafweiden im Südosten des Kontinents vor Raubtieren, hauptsächlich Dingos, aber auch Füchsen, schützen soll. Er befindet sich auf den Gebieten der Bundesstaaten South Australia und Queensland sowie entlang deren Grenzen zu New South Wales. Er besteht aus Maschendraht, hat eine Höhe von über 180 cm und ist etwa 5600 km lang. Durch Stürme, Überschwemmungen und Kamele wird der Dingozaun immer wieder beschädigt und muss aufwendig gewartet werden, organisiert durch Dog Fence Boards. Ganze Siedlungen wie Windorah beschäftigen sich mit der Instandhaltung.

## Länge und Lage

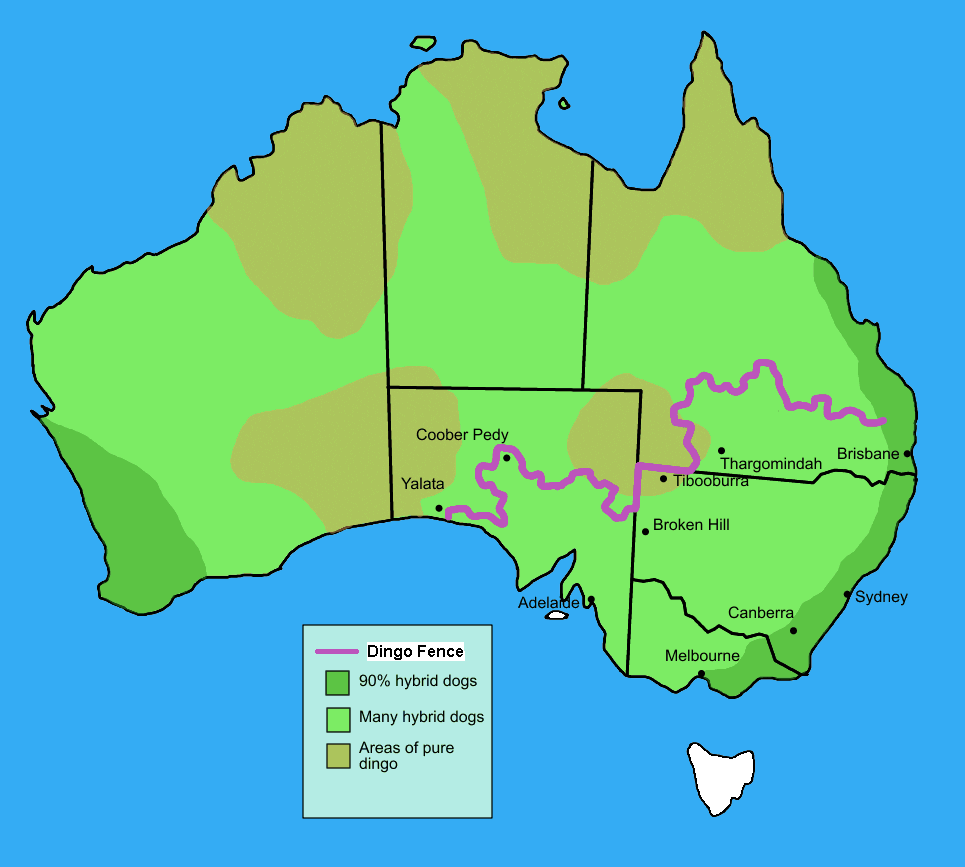
Lage des Dingozauns

Die Länge des Dingozauns wird teils mit 5614 km angegeben, teils mit (rund) 5600 km oder „mehr als 5600 km“. Damit ist er der längste Zaun und das längste ununterbrochene Bauwerk der Welt. (Die Chinesische Mauer ist länger, aber an manchen Stellen unterbrochen, etwa durch natürliche Hindernisse.) Zeitweise war der Dingozaun mehr als 8000 km lang.
Der Zaun befindet sich zum größeren Teil auf ebenem Wüstengebiet. Er beginnt im Westen auf dem Kliff von Fowlers Bay bei Yalata, umgeht die Bergbaustadt Coober Pedy, führt im Norden des Lake Torrens vorbei und endet in Queensland in den Darling Downs vor der Ortschaft Jimbour.

## Beschaffenheit

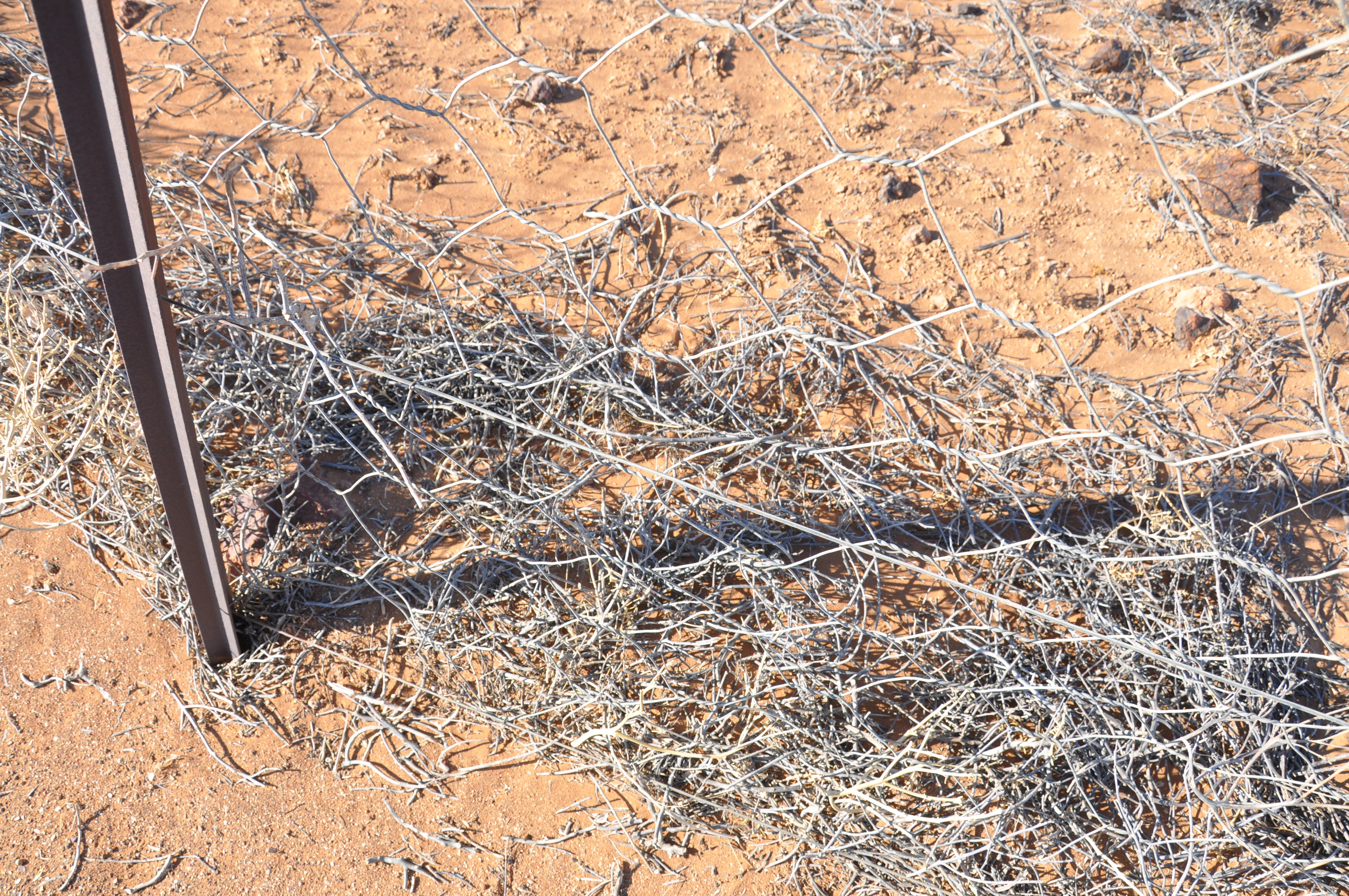
Den Boden überlappender Maschendraht

Der Maschendraht bedeckt auf der Nordseite des Zauns etwa 50 cm weit den Boden, um ein Unterhöhlen durch grabende Dingos zu verhindern. Die kreuzenden Straßen und Eisenbahnlinien wie der Stuart Highway sind auf der Höhe des Zauns mit Bodengittern (Grids) bzw. Spikes gegen Überquerung durch Dingos gesichert, an kleineren Straßen und Wegen wie dem Silver City HWY müssen Tore geöffnet werden. Auf der Nordseite des Zauns befindet sich eine Fahrspur, die zu seinem Unterhalt dient.

## Geschichte
Schafe gehören nicht zur ursprünglichen Fauna Australiens und sind eine wesentlich leichtere Beute für die wild lebenden Dingos als Kängurus oder Emus. Während die Dingos keine größere Gefahr für die Rinderzucht darstellten, dezimierten sie die Schafherden im Süden des Kontinents beträchtlich, sodass die Schafproduktion am Ende des 19. Jahrhunderts unmöglich schien. Heute macht die Wollproduktion in Australien dagegen fast 30 % des Weltmarkts aus.
Seit den 1890er Jahren bauten die südaustralischen Pastoralisten ausgedehnte Zäune zum Schutz ihrer Herden. Der Dog Fence Act von 1946 machte den Dingozaun in South Australia zu einer staatlichen Angelegenheit.
In Queensland wurden Schutzzäune gegen Dingos und Kaninchen (Rabbit-Proof Fence) bereits seit 1860 gebaut. Der einheitliche Wild Dog Barrier Fence entstand seit 1948 und war Ende der 1950er Jahre fertiggestellt.
Ein ununterbrochener Zaun durch Australien erwies sich mit der Zeit als praktikable Lösung, den der Staat New South Wales an seiner nördlichen Grenze zu einer lückenlosen Barriere ergänzte.

## Ökologische Auswirkungen

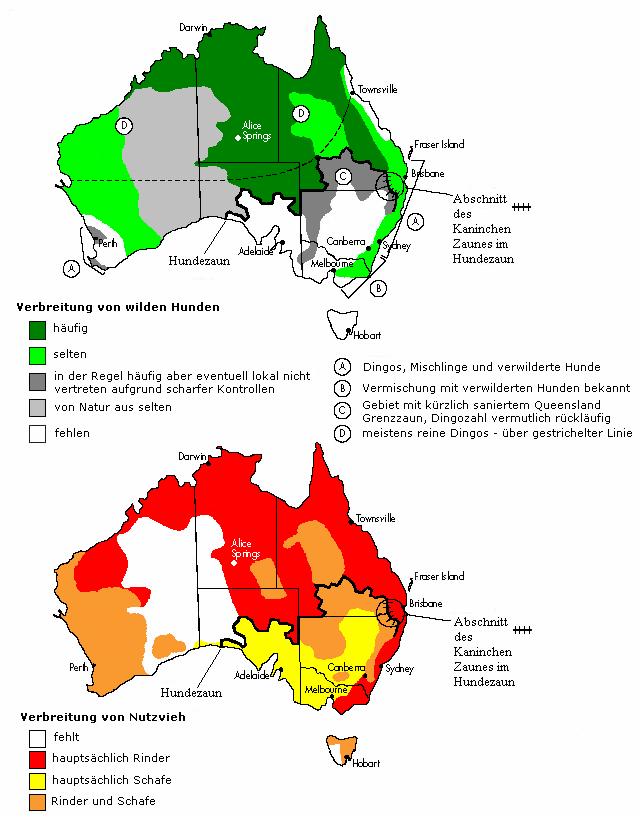
Wilde Hunde und Nutzvieh

Zu den ökologischen Auswirkungen des Dingozauns gibt es kontroverse Meinungen. Manchmal wird die Vermutung geäußert, dass der Dingozaun die „reinen“ Dingopopulationen im Norden vor einer Vermischung mit den Haushunden im relativ dicht besiedelten Südosten bewahre (siehe Karte oben zur Vermischung der Dingos mit anderen Haushunden). Die vom Dingozaun ebenfalls geschützten wilden Kängurus, Emus und Kaninchen stehen in Nahrungskonkurrenz zu den Schafen, und die Känguru- und Emu-Populationen sind südlich des Dingozauns nachweislich höher als im Norden. Ob Dingos solche Populationen tatsächlich regulieren können, ist allerdings nicht geklärt.